# Elodes lohsei
Elodes lohsei là một loài bọ cánh cứng trong họ Scirtidae. Loài này được Klausnitzer miêu tả khoa học năm 2000.